# 숄콥스카야역
숄콥스카야역(러시아어: Щёлковская)은 모스크바 지하철 아르바츠코 포크롭스카야 선의 역이다. 본 노선의 시종점 역할을 하는 이 역은 모스크바 메트로에서도 가장 붐비는 곳 중 하나이다. 역명은 인근의 숄코보 고속도로에서 따온 것이다.

## 역사
숄콥스카야 역은 1963년 7월 22일에 개통하였다.

## 건설
1990년대까지 보편적으로 사용되어왔던 표준화된 디자인으로 이 역을 8m(26ft) 심도에 건설했다. 역사 디자인은 어두운 녹색의 대리석으로 유명하다. 건축가는 이반 타로프와 나데즈다 바이코바이다.

## 교통
숄콥스카야 역은 인근에 모스크바 중앙 버스 터미널과 인접한 곳에 위치하여 이용객이 많은 편이다.